# Obaga del Clot de Moreu

L'Obaga del Clot de Moreu, respecte del terme d'Abella de la Conca

L'Obaga del Clot de Moreu és una obaga del terme municipal d'Abella de la Conca, a la comarca del Pallars Jussà, a la vall de Carreu.
Està situada al costat sud de la vall del riu de Carreu, al vessant septentrional de la Serra de Carreu. És just a llevant del Forat de l'Infern i al sud de Cumó, a l'altre vessant de la vall.

## Etimologia
Es tracta d'un topònim romànic modern, de caràcter descriptiu: és l'obaga situada en el Clot de Moreu.